# كلية الطيران
كلية الطيران (بالإنجليزية: Wing Commander Academy)‏ مسلسل كرتوني أمريكي عرض لأول مره في 21 سبتمبر 1996 واستمر حتى 21 ديسمبر 1996. تمت دبلجة المسلسل للغة العربية بواسطة مركز الزهرة وعرض على قناة سبيس تون.

## روابط خارجية
- كلية الطيران على موقع IMDb (الإنجليزية)
- كلية الطيران على موقع روتن توميتوز (الإنجليزية)
- كلية الطيران على موقع كينوبويسك (الروسية)
- كلية الطيران على موقع ألو سيني (الفرنسية)
- كلية الطيران على موقع قاعدة بيانات الفيلم (الإنجليزية)